# Narodowe Muzeum „Czarnobyl”
Narodowe Muzeum „Czarnobyl” (ukr. Нацiональный музей "Чорнобиль") – muzeum utworzone w Kijowie dla upamiętnienia katastrofy w Czarnobylskiej Elektrowni Jądrowej w 1986 roku.

## Historia
Muzeum powstało jako pomnik ofiar awarii reaktora elektrowni jądrowej w Czarnobylu. Przez jednych nazywane muzeum pamięci, przez innych muzeum narodowej tragedii. Zostało otwarte w przeddzień szóstej rocznicy katastrofy, 25 kwietnia 1992 roku, w specjalnie na ten cel przystosowanym budynku straży pożarnej. 25 kwietnia 1998 roku, w dwunastą rocznicę awarii elektrowni atomowej, ukraiński prezydent Łeonid Kuczma podniósł muzeum czarnobylskie do rangi narodowego.
Ekspozycję tworzą tysiące zdjęć przedstawiających wysiedlonych mieszkańców Prypeci i okolicznych wiosek. Uzupełniają ją krótkie filmy pokazujące miasto w 1986 roku oraz później jako wymarłego miasta. Przed muzeum są zaparkowane dwa UAZy 469B i RAF 2203158, które brały udział w akcji ratunkowej po awarii elektrowni. Symbolem muzeum jest obumarła w połowie jabłoń – drzewo poznania dobra i zła. Jest to alegoria siły energii jądrowej, która pod kontrolą człowieka przynosi dobre owoce, ale może nieść śmierć i zniszczenie.